# 王峻 (南朝)
王峻（466年—521年），字茂遠，琅邪郡臨沂县（治今山东临沂北）人，中国南北朝南朝齐、南朝梁大臣。
曾祖王敬弘，祖父王瓒之，父亲吴興郡太守王秀之。初任南齐著作佐郎，历任中軍廬陵王法曹行参軍・太子舍人・邵陵王文学・太傅主簿。受到竟陵王蕭子良的器重。转任司徒主簿，父死辞職服丧。服丧结束、任太子洗馬、建安王友。出任寧遠将軍、桂阳郡内史。蕭衍起兵，上游諸郡多相惊扰，王峻閉門静坐，桂陽郡安然，百姓依靠王峻得以和平。
梁武帝萧衍即位，天監初年，召還任中書侍郎。蕭衍喜欢王峻的風采，和陳郡谢览一起被奖賞提拔。转任吏部，当官不称职，再任征虜安成王長史。又为太子中庶子、游击将军。出任宣城郡太守，在任三年，为政清廉平和。召還为侍中，转任度支尚書。以本官兼起部尚書，於太極殿起居。任期结束，出任征遠将軍・平西長史・南郡太守。转任智武将軍・鎮西長史・蜀郡太守。召還为左民尚書、兼步兵校尉。转任吏部尚書，能選拔人材上位。
王峻为人風雅，没有很强的競争心。与谢览並称，曾和谢览约定，官至侍中，不再谋求升官。谢览自吏部尚书出为吴兴郡。王峻为侍中以后，虽不退身，也是淡然自守，无所营务。之后，因病请求解职，转任金紫光禄大夫，未拜。普通二年（521年）去世。享年五十六岁。谥号“惠子”。其子王琮。

## 延伸阅读
[在维基数据编辑]
 《梁書·卷21》，出自姚思廉《梁書》